# Hynobius hidamontanus
Espèce
Synonymes
- Hynobius tenuis Nambu, 1991

Statut de conservation UICN

 EN B1ab(iii) : En danger
Hynobius hidamontanus est une espèce d'urodèles de la famille des Hynobiidae.

## Répartition
Cette espèce est endémique de Honshū au Japon. Elle se rencontre de 900 à 1 530 m d'altitude dans les prefectures de Toyama et de Gifu.

## Description
Hynobius hidamontanus mesure de 44 à 58 mm sans la queue et de 76 à 105 mm de longueur totale.

## Étymologie
Son nom d'espèce lui a été donné en référence au lieu de sa découverte, les monts Hida.

## Publication originale
- Matsui, 1987 : Isozyme variation in salamanders of the nebulosus-lichenatus complex of the genus Hynobius from eastern Honshu, Japan, with a description of a new species. Japanese Journal of Herpetology, vol. 12, p. 50-64.